# Kronofogdarne eller Slåtterölet
Kronofogdarne eller Slåtterölet är titeln på en lyrisk komedi av Carl Envallsson och Johan David Zander efter en fransk förlaga av Pierre-Antoine-Augustin de Piis och Pierre-Yves Barré. Enligt Nordisk Familjebok har verket "genom sin komiska kraft och lyckade skildring av svenska folklivet blivit ett verkligt nationellt lustspel". Verket blev oerhört uppskattat och var under lång tid det i särklass mest framförda folklustspelet. Efter uruppförandet 1787 stod verket under 70 års tid ständigt på någon av Stockholmsteatrarnas repertoar och det framfördes tusentals gånger i både Sverige och Finland.
Första scenanvisningen lyder: "Händelsen är vid ett värdshus i landsorterna, som ligger ytterst i häradet, intill ett närgränsande fögderi". 
Personer (1787 års version)
- Fader Ambrosius, Lovisas far, och traktör på värdshuset.
- Polycarpus,      Kronofogde i orten, kär i Lovisa.
- Bryngel,         Kronofogde i nästa fögderi; även kär i Lovisa.
- Vilhelm,         Bondson, Lovisas älskare.
- Mor Sigrid,      Lovisas mor
- Simon,           Klockare i församlingen
- Malcus,          Länsman i orten
- Staffan,         Bonde
- Jockum,          Bonde
- Tvenne sergeanter vid landtmilisen
- Bondgossar och bondflickor
- Fjerdingsmän och kronofogdens folk.

I modern tid har verket (som endast delvis finns bevarat) rekonstruerats och bearbetats av Alexander Niclasson. Niclassons version (Kronofogdarne & Slåtterölet) har framförts under två somrar (2007 och 2009) vid Opera på Skäret. I Niclassons version finns de flesta av Envallssons originalkaraktärer bevarade, medan några försvunnit och andra roller tillkommit. Niclassons version innehåller bl.a. nya talade dialoger samt recitativ komponerade av Stefan Lindgren. Framförandet blev en stor publiksuccé och erhöll mycket goda recensioner. Lars Sjöberg i Expressen kallade verket en "pärla av dårskap" och Carl-Gunnar Åhlén skrev i Svenska dagbladet "hatten av för Niclassons kongeniala libretto! Man häpnar över hur han suveränt som Sherlock Holmes löser upp första aktens gordiska intrigknut och trär upp sina härliga gammaldags metaforer som smultron på ett strå. Samma gest också för valet av sångare med idel praktfulla röster, för den trygge Stefan Lindgren vid sin eltaffel och för den ömsinta scenografin. Respektlösheten är vansinnigt rolig men aldrig riktad mot Zander & Envallsson".